# Andrzej Kostołowski
Andrzej Kostołowski (ur. 26 marca 1940 w Buczaczu) – polski historyk sztuki, teoretyk i krytyk sztuki, doktor nauk humanistycznych (2014), od 1966 do 2006 roku pracownik Muzeum Narodowego w Poznaniu, w latach 1990 - 2019 wykładowca Akademii Sztuk Pięknych im. Eugeniusza Gepperta we Wrocławiu.

## Życiorys
Ukończył studia w Wyższej Szkole Rolniczej w Poznaniu w 1963 roku (inżynier leśnictwa ze specjalnością ochrony przyrody) oraz Historię Sztuki na Uniwersytecie im. Adama Mickiewicza w Poznaniu, 1967.
Od 1974 roku współorganizował Muzeum im. Adama Mickiewicza w Śmiełowie – Oddział Muzeum Narodowego w Poznaniu, którego był kustoszem do 2006 roku.
Od 2000 do 2010 roku wykładowca na Uniwersytecie Artystycznym w Poznaniu.
Od 1967 roku pracuje na rzecz rozwoju ruchu konceptualnego w galeriach, na plenerach, w muzeach, prezentując teoretyczne zagadnienia i krytyczne koncepcje.
W 1971 roku tworzy ideę SIECI (NET) — wraz z artystą Jarosławem Kozłowskim. Międzynarodowa, niezależna sieć artystów miała być podstawą bezpośredniej wymiany idei artystycznych. Manifesty z tamtego okresu znajdują się w kolekcjach m.in. Muzeum Sztuki Nowoczesnej w Warszawie oraz Museum of Modern Art (MoMA) w Nowym Jorku.  W 1979 z artystami Jerzym Beresiem i Zbigniewem Warpechowskim, wziął udział w ANGLO-POLSKIM ART AND PERFORMANCE, podróży artystycznej po Wielkiej Brytanii, w czasie której wygłaszał odczyty.
Od 1980 należy do Grupy Krakowskiej.
Autor kilkuset tekstów o sztuce.
W zbiorach Dolnośląskiego Towarzystwa Zachęty Sztuk Pięknych znajdują się jego prace z tworzonego od lat 70. cyklu Diagramy (1970—2012), w którym Andrzej Kostołowski porusza problematykę związaną m.in. z oryginalnością sztuki.

## W kulturze
Wymieniony wraz z małżonką (jako "państwo Kostołowscy") w wierszu Tadeusza Różewicza "klocek", napisanym pod wpływem wizyty poety w Śmiełowie w roku 1993.
Również Jacek Kaczmarski, zainspirowany pobytem w pałacu śmiełowskim, wspomniał ówczesnego "kustosza" (tj. Andrzeja Kostołowskiego) z "żoną kustoszką" w tekście piosenki "Czaty śmiełowskie". Utwór znalazł się na płycie Pochwała łotrostwa (1997).  

## Wybrane publikacje
- Ze studiów nad twórczością Andrzeja Wróblewskiego (1937 - 1957). Okres do 1949 roku, "Studia Muzealne", t. 6, 1968, s. 124 - 145
- Tezy o sztuce, Łódź, Galeria Adres, 1972
- Trzy kropki po „i”, Lublin, Galeria BWA, 1982
- Sztuka i jej meta, Kraków, Bunkier Sztuki, 2005, ISBN 83-89448-15-7
- Wykresy i sztuka, Wrocław, ASP im. E. Gepperta, 2016